# Station Łaziska Huta
Station Łaziska Huta is een spoorwegstation in de Poolse plaats Łaziska Górne.